# Penieli Atu
Penieli Tongia E Fa Soifua Atu (* 5. September 2005) ist ein amerikanisch-samoanischer Fußballspieler auf der Position eines Torwarts, der auf Vereinsbasis bei PanSa East FC spielt und im Jahr 2023 in der amerikanisch-samoanischen Fußballnationalmannschaft debütierte.

## Karriere
Der aus Pago Pago stammende Penieli Atu wurde am 5. September 2005 geboren und spielte bereits in jungen Jahren Fußball und war auch während seiner Schulzeit an der Samoana High School als Fußballspieler aktiv. Nach seiner Schulzeit wurde das Mitglied der Kirche Jesu Christi der Heiligen der Letzten Tage ein Missionar seiner Glaubensgemeinschaft. Im Jahr 2022 nahm er mit einer amerikanisch-samoanischen Auswahl an der U-19-Fußball-Ozeanienmeisterschaft 2022 auf Tahiti teil. Der Schlussmann wurde von Trainer Rueben Luvu in allen drei Gruppenspiele von Amerikanisch-Samoa eingesetzt. Dabei war er in den Spielen gegen die Salomonen (0:6-Niederlage), Neuseeland (0:9-Niederlage) und die Cookinseln (0:4-Niederlage) jeweils über die volle Spieldauer zwischen den Pfosten und schied mit der Mannschaft, die die meisten Gegentreffer des Turniers erhalten hatte, als Letzter der Gruppe A frühzeitig aus dem Turnier aus.
Während er auf Vereinsebene beim amerikanisch-samoanischen Erstligisten PanSa East FC spielte, wurde er im Jahr 2023 anlässlich der Pazifikspiele 2023 in den 21-köpfigen amerikanisch-samoanischen Herrenkader für das Fußballturnier aufgenommen. Am 20. November 2023 debütierte er im Lawson-Tama-Stadion auf den Salomonen bei einer deutlichen 0:10-Niederlage gegen Samoa für sein Heimatland, als er von Beginn an zum Einsatz kam und ab der 59. Spielminute beim Stand von 0:6 durch Torwart Matthias Logologo, der an diesem Tag ebenfalls sein Debüt gab, ausgewechselt wurde. Danach kam Atu auch noch bei der 0:11-Pleite gegen die Salomonen zum Einsatz, woraufhin Amerikanisch-Samoa als Letzter der Gruppe B und mit Abstand schlechteste Mannschaft des Turniers in den anschließenden Spielen um die Plätze 9 bis 12 auch noch das Spiel gegen die Nördlichen Marianen deutlich mit 0:4 verlor, sowie danach auch noch im Spiel um Platz 11 von Tonga bezwungen wurde und somit den letzten Platz des Turniers belegte. Im vorletzten Spiel gegen die Nördlichen Marianen kam Atu nicht zum Einsatz und saß auch nicht auf der Ersatzbank.